# Robyn Norton
Pour les articles homonymes, voir Norton.
Robyn Ngaire Norton (née le 23 novembre 1955)  est une chercheuse néo-zélandaise en santé, James Martin Fellow et professeure de santé publique à l'Université de Nouvelle-Galles du Sud. Ses recherches portent sur la santé des femmes et des filles. Elle est la fondatrice du George Institute for Global Health.

## Enfance et éducation
Norton est originaire de Canterbury, en Nouvelle-Zélande. Elle a dit qu'elle avait grandi dans une famille attachée à l'équité et à la justice sociale. Son passage au lycée a coïncidé avec la montée du féminisme de la deuxième vague et Norton s'est intéressée à la santé des femmes. Elle est restée en Nouvelle-Zélande pour ses études de premier cycle, obtenant une maîtrise à l'Université de Canterbury. Au cours de son programme de maîtrise, elle a évalué l'ergonomie de la conception de cuisines en Nouvelle-Zélande. Elle a déménagé à l'Université de Sydney pour une maîtrise en santé publique. Norton est restée à l'Université de Sydney pour ses recherches doctorales, où elle a étudié la cirrhose du foie chez les femmes. Après avoir terminé ses recherches de doctorat, Norton a été chercheuse postdoctorale au Royal Free Hospital et aux National Institutes of Health.

## Recherche et carrière
Norton a concentré sa carrière sur l'amélioration de la santé des femmes. En 1999, elle a fondé le George Institute for Global Health, une organisation à but non lucratif qu'elle continue de diriger en tant que directrice,,. L'institut cherche à comprendre la charge mondiale de morbidité dans les pays à revenu faible et intermédiaire, à améliorer l'expertise de ces pays dans la gestion d'une épidémie et à souligner l'importance de la santé maternelle et infantile. En 2011, le George Institute for Global Health était l'un des dix meilleurs instituts de recherche au monde. L'Institut travaille sur les maladies non transmissibles, qui sont la principale cause de décès chez les femmes dans le monde.
Ses recherches portent sur les causes, la prévention et la gestion des blessures. À ce titre, elle est présidente du Réseau de recherche sur les blessures de la route,.

## Prix et distinctions
En 2016 elle est élue Fellow de l'Académie australienne des sciences de la santé et de la médecine.
En 2017 elle est décorée du titre d'Officier de l'Ordre d'Australie.
Elle est membre élue de la Royal Society of Medicine[réf. nécessaire].
En 2019 L' Australian Financial Review la classe parmi les Top Women of Influence d'Australie.

## Publications (sélection)
- Campbell, Robertson, Gardner et Norton, « Randomised controlled trial of a general practice programme of home based exercise to prevent falls in elderly women », BMJ, vol. 315, no 7115,‎ 25 octobre 1997, p. 1065–1069 (ISSN 0959-8138, PMID 9366737, PMCID 2127698, DOI 10.1136/bmj.315.7115.1065)
- (en) Jennie Connor, Robyn Norton, Shanthi Ameratunga et Elizabeth Robinson, « Driver sleepiness and risk of serious injury to car occupants: population based case control study », BMJ, vol. 324, no 7346,‎ 11 mai 2002, p. 1125 (ISSN 0959-8138, PMID 12003884, PMCID 107904, DOI 10.1136/bmj.324.7346.1125)
- (en) Rebecca Ivers, Teresa Senserrick, Soufiane Boufous, Mark R. Stevenson, Hui-Yang Chen, Mark Woodward et Robyn Norton, « Novice drivers' risky driving behavior, risk perception, and crash risk: findings from the DRIVE study », American Journal of Public Health, American Public Health Association (d), vol. 99, no 9,‎ 16 juillet 2009, p. 1638-1644 (ISSN 1541-0048, 0090-0036 et 0271-4353, OCLC 01642844, PMID 19608953, PMCID 2724457, DOI 10.2105/AJPH.2008.150367).
- (en) Shanthi Ameratunga, Martha Hijar et Robyn Norton, « Road-traffic injuries: confronting disparities to address a global-health problem », The Lancet, Elsevier, vol. 367, no 9521,‎ 1er mai 2006, p. 1533-1540 (ISSN 0140-6736 et 1474-547X, OCLC 01755507, PMID 16679167, DOI 10.1016/S0140-6736(06)68654-6).